# 1707年生存期作他人權益期法令
《1707年生存期作他人權益期法令》（6 Ann c 72）是大不列顛國會的一項法令。
截至2010年底，該法令在大不列顛仍部分有效。

## 外部連結
- The Cestui que Vie Act 1707 （页面存档备份，存于）, as amended, from Legislation.gov.uk.